# Roxettes miniturné 2010
Roxettes miniturné 2010 – ósma trasa koncertowa grupy muzycznej Roxette; w jej trakcie odbyło się sześć koncertów.
1. 7 sierpnia 2010 – Sundsvall, Szwecja - Norrporten Arena
2. 8 sierpnia 2010 – Skanderborg, Dania - Smukfest
3. 14 sierpnia 2010 – Halmstad, Szwecja - Marknadsplasten
4. 21 sierpnia 2010 – Stavanger, Norwegia - Viste strand
5. 10 września 2010 – Moskwa, Rosja - Moscow Mega Sports Arena
6. 12 września 2010 – Sankt Petersburg, Rosja - New Arena